# فورانو
فورانو (به ایتالیایی: Forano) یک کومونه در ایتالیا است که در استان ریتی واقع شده‌است.

## خصوصیات
فورانو ۱۷٫۵ کیلومترمربع مساحت و ۲٬۶۹۷ نفر جمعیت دارد و ۲۱۸ متر بالاتر از سطح دریا واقع شده‌است.

## خواهرخوانده
شهر یاش خواهرخواندهٔ فورانو هست.